# IC 806
IC 806 је спирална галаксија у сазвјежђу Гавран која се налази на листи објеката дубоког неба у Индекс каталогу.
Деклинација објекта је - 17° 20' 59" а ректасцензија 12h 42m 8,4s. Привидна величина (магнитуда) објекта IC 806 износи 14,4 а фотографска магнитуда 15,2. IC 806 је још познат и под ознакама MCG -3-32-19, NPM1G -17.0339, PGC 42642.